# 斯堪的纳维亚的基督教化

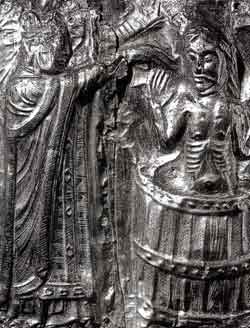
主教波波与传说中丹麦国王蓝牙哈拉尔受洗的场景。
画面摘自丹麦坦德鲁普教堂的祭坛画，创作于12世纪。

北欧的基督教化，亦称北欧的宗教转变，是一个历时甚久的宗教变革过程。在此过程中，北欧地区住民的信仰发生了根本性转变，基督教取代了原本的北欧多神教，成为主流信仰。
这场宗教转变并非一蹴而就，而是一个历时持久的过程。在此期间，北欧各地逐渐形成了中央集权的王国。那些最终建立王朝的家族，早在成为王室之前，就与已经信奉基督教的国家有着密切的联系。此外，许多北欧贵族与基督教国家的王公贵族有着亲属关系，尤其是波兰、基辅罗斯（今天的乌克兰）以及拜占庭帝国的君士坦丁堡一带。整场转变大致在公元1300年前后才基本完成，彼时整个北欧社会才真正融入到基督教文化体系之中。
北欧社会从多神信仰过渡到基督教信仰的过程，也是北欧地区社会、政治与文化发生深刻变革的时期。原本散居的部落逐渐发展出国家，地方贵族成为国王，开始征税、铸币，并引入一神教信仰，以巩固这种新兴的国家体制。
由于这一历史时期的文献资料普遍匮乏，学界往往参考冰岛的历史文献来了解当时民众对宗教变革的反应，尽管当时冰岛联邦的社会形态在许多方面与北欧大陆并不相同。同时，后世修道院编撰的历史记载（尤其是不来梅的亚当所撰资料）往往带有较强的目的性，因此研究中也有过度依赖这些资料的倾向。而另一方面，来自东欧的书面材料，如《往年纪事》以及拜占庭宗主教佛提乌一世的著作，则在学界研究中长期未被充分重视。

## 词源
古诺斯语（意为“风俗更替”）一词由（意为“风俗”或“习惯”）构成，其意义接近现代所说的“文化”，但同时也涵盖了传统与宗教的内涵。丹麦学者普雷本·穆伦格拉特·瑟仁森认为，这个词组的使用揭示了当时人们对这场宗教变迁的理解，表明当时人们将这一过程看作是从一个世界向另一个世界的转变。尽管在当时看来这场变化具有划时代的重要意义，但从整个社会的角度来看，这一发展其实是一个逐步推进的过程。起初，宗教转变主要体现在外部形式上，比如更换了建筑风格和仪式流程；真正的信仰转变，即基督教的世界观与神学理念的普及，是在较晚时期才逐步深入人心。随着这种基督教思想的传播，人们的道德观念也发生了变化，从而引发了生活方式与伦理规范的整体转型。

## 宗教转变的趋势与阶段
整个北欧宗教变迁大致可以划分为三个阶段：

十字架是基督教最广为人知的宗教象征，代表着耶稣基督的受难与被钉十字架。据记载，早在公元2世纪末期，十字架就已经作为基督教信仰的标志出现。

1. 斯堪的纳维亚人开始接触基督教。这种接触发生的时间远早于以往人们通常认为的传教活动，也比那些被视为“首次接触”的宣教之旅更早。但由于缺乏确切资料，具体时间难以确定。最早的接触地点包括爱尔兰、英格兰、基辅和君士坦丁堡等地。率先了解一神教的，主要是上层社会人士和那些在海外活动的斯堪的纳维亚人。
2. 大批斯堪的纳维亚人皈依基督教。这一阶段大约始于9世纪中叶，尤其是在东欧的北欧移民定居点（如今的俄罗斯和乌克兰一带）以及拜占庭帝国的瓦兰吉卫队中。这些地区的早期北欧基督徒起初采用的是拜占庭希腊式的宗教仪式，后来逐渐转向斯拉夫教会的礼仪传统[13]。再后来，一些北欧人也参与了将拉丁礼仪传入基辅的过程。
3. 斯堪的纳维亚纳入拉丁基督教的教会行政体系。这一转变大致发生在12世纪初期，标志着北欧地区正式融入西方基督教世界的组织架构之中。

这一宗教转变过程，是北欧社会在铁器时代后期、维京时代及中世纪初期经历的深刻社会、政治与文化变革的重要组成部分。挪威宗教学者格罗·斯泰因斯兰曾对此指出：宗教变革既是社会变化的重要推动力，同时也是深层社会变迁的结果。在此之前，斯堪的纳维亚地区普遍处于以地方贵族为核心的权力结构中，而在宗教变革过程中，政治权力逐步集中到三到四个主要王朝手中。
在有关这一时期的研究文献中，对于宗教转变的解释视角和理论模型，很大程度上取决于研究者对王权的看法——包括国王与教会的关系，以及在前基督教社会中王权的性质。通常情况下，基督教本身被视为一种积极的力量，基督教化则被看作是一种不可抗拒的历史进程。与此同时，对于这场宗教转变的政治意义的解读，也受到不同意识形态的影响。例如，持保守立场的学者往往对国王和教会持正面评价；而马克思主义倾向的学者则常带有批判态度，反对教会和集权；至于自由主义的研究者，则更强调宗教转变过程中的民主化倾向，以及农民社会在历史进程中的推动作用
。

### 过渡时期
在宗教转变发生的大部分时间里，信奉基督教与信奉旧有宗教的人群其实是混居在一起的，彼此之间的界限并不总是非常明确。因此，虽然北欧各国在名义上早在维京时代就已皈依基督教，但基督教信仰真正在民众中扎根，实则是经历了一个漫长的过程。例如，在丹麦国王蓝牙哈拉尔正式将基督教定为国教之后，又过了将近一百年，才开始出现类似西欧那样成体系的教会结构。同时，直到13至14世纪，冰岛民众对传统信仰的认知依然非常深厚，当地甚至还能创作出大量描写古老宗教的文学作品。其中包括《诗体埃达》和《散文埃达》等重要的北欧神话文献，也正是在这一背景下得以保存至今。
基督教的思想和信仰是逐渐渗透进北欧社会的，并最终取代了原有的多神信仰体系。考古发现表明，在瑞典，这一转变过程可能早在公元500年左右就已开始。语言学研究也显示，芬兰语中有一大批与基督教相关的词汇，是从早期的斯拉夫语中借入的。此外，丹麦早期的湿壁画中也可以见到来自拜占庭艺术的影响。历史学家约翰·H·林德认为，有确凿证据表明，芬兰在瑞典十字军到来之前，就已存在采用斯拉夫礼仪的基督教团体。他还指出，瓦良格人曾在这一过程中起到双向桥梁的作用：早期的瓦良格人多皈依了拜占庭式或斯拉夫式的基督教，到了后期，又将拉丁教会的基督教传播到了东欧地区。
应当指出的是，北欧在中世纪初期所接受的基督教，与今天我们所熟知的基督教形式有所不同。在当时的信仰观中，耶稣常被描绘成一位征服者式的战士国王。然而，随着时间的推移，这种形象也逐渐发生了变化，反映出宗教观念在整个转型过程中的演变。

### 最早的宗教接触

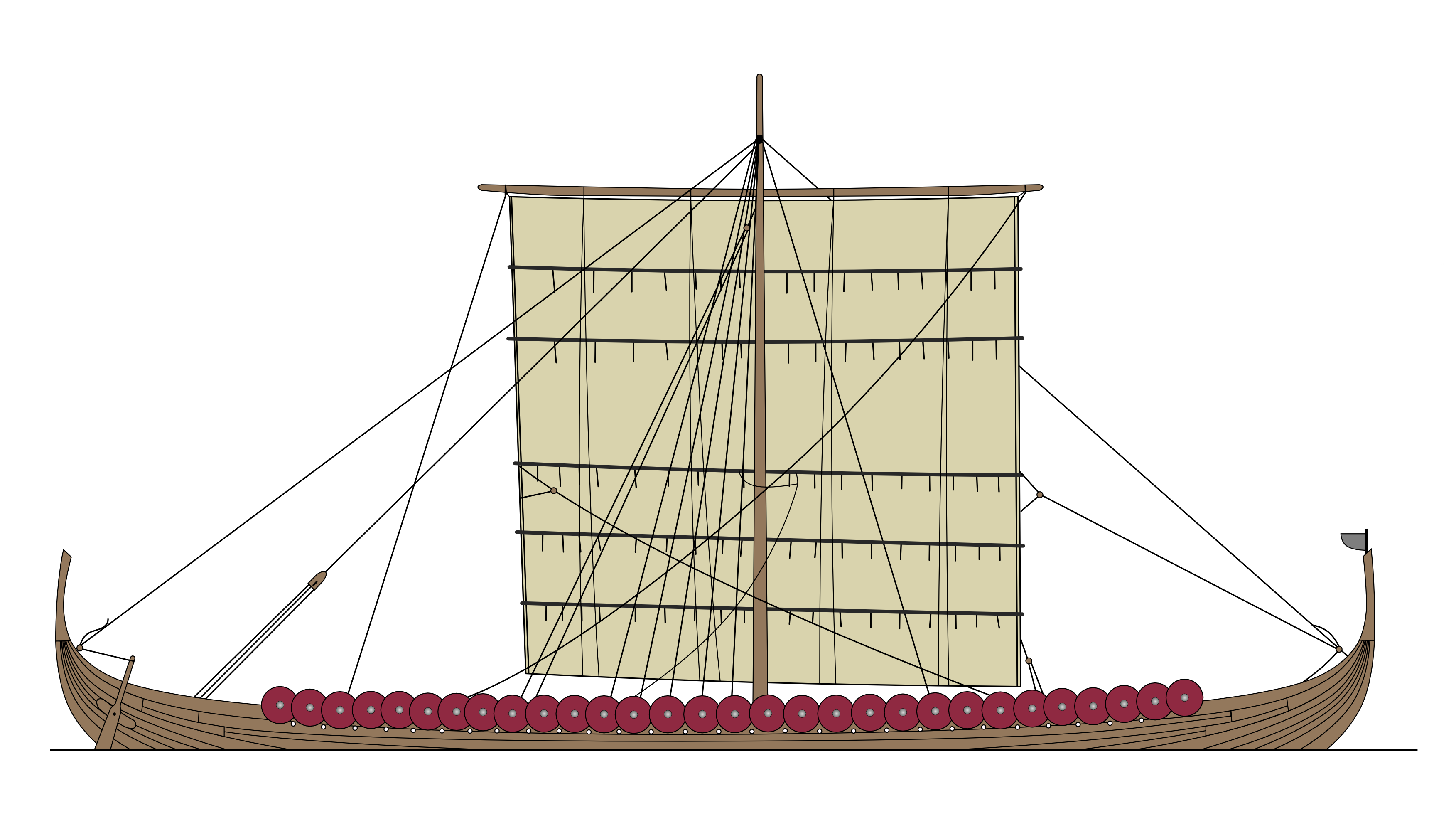
公元8世纪以后，随着维京船的发展，北欧人的远航能力大大增强。

北欧人与基督徒之间的最早接触，很可能发生在公元8世纪之前，甚至有可能早至公元5世纪西罗马帝国崩溃之前。然而，直到9世纪20年代，基督教传教士才在政治上获得较为自由的空间，得以向北欧更大范围的群体传教。考古学证据显示，北欧大约从公元700年开始，才真正打开大门，与西欧建立起更为频繁和深入的联系。这种联系主要通过贸易、掠夺和远征等方式逐步加强。正是这种跨地域接触的增多，为基督教在北欧扎根提供了重要条件。

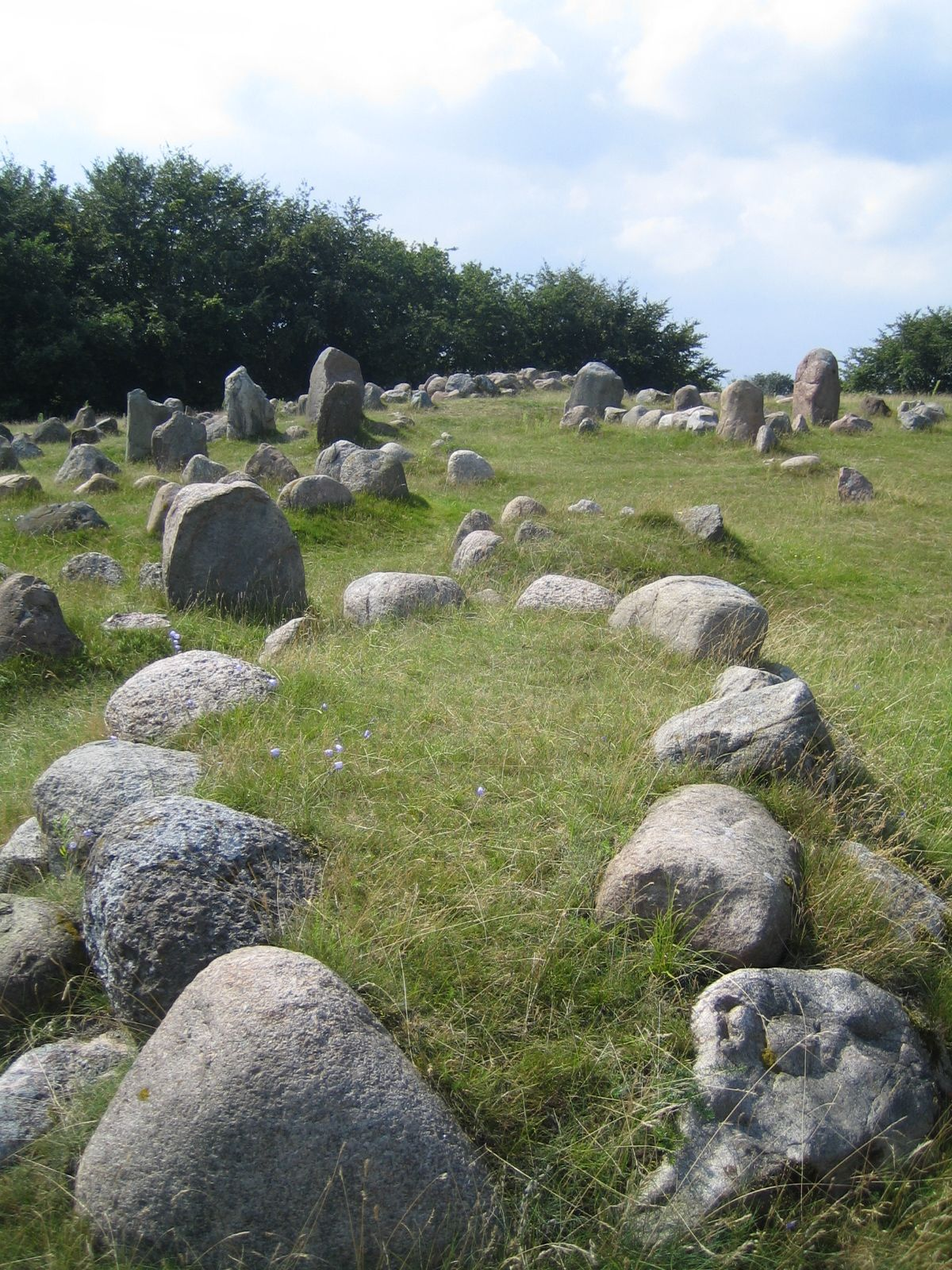
林霍尔姆高地的船形墓阵：陪葬品与火葬通常是异教葬礼的标志；而尸体面朝东方、采用土葬、且缺乏随葬品，则是基督教葬礼的特征。

因此，宗教变迁的开端，正好与人们通常所说的“维京时代”同步。而关于“维京人”和“维京时代”的普遍印象，多半来自西欧各地修道院的记载。这些文献构建了一种形象：维京人是一群与基督教世界发生过各种形式接触的北欧人。换句话说，北欧出现在历史记载中的时间点，往往就是他们与基督教文化首次相遇的阶段。值得注意的是，我们今天所能读到的关于北欧宗教的最早文字记载，很多是在基督教已在当地确立之后所写成的。这些资料本身就深受基督教影响，也是在南欧和西欧文化影响不断渗透北欧几百年之后所产生的。因此，文献中对北欧旧有信仰的描述，也常常是在基督教文化视角下进行的。
9世纪初，教会在汉堡设立了一个总主教区，目的在于更有组织地推进北欧和东欧的基督教化进程，并记录相关传教活动。这些记载后来使得人们普遍认为，是南方来的传教士使北欧皈依了基督教。然而，越来越多的研究表明，英格兰教会以及乌克兰的教会在这一过程中的作用并不亚于德意志地区，尤其值得注意的是，宗教改革的主动性在很大程度上其实来自北欧的国王们。例如，北欧最早的一批教堂，很多是依据英格兰教会的传统建造的，而以圣克莱孟命名的教堂则可追溯到基辅的传统。据已知资料，北欧最早的教堂建于几个主要的贸易中心——比尔卡、里伯和海泽比。这些城市在当时是北欧最重要的商业据点，经常有外国商人来往，其中包括不少基督徒。因此，这些教堂在最初的主要功能，并不是为了传教，而是为了照顾和保护在当地活动的基督徒商人。但值得注意的是，从一开始，教会中的神职人员就被允许向本地人传教和施行洗礼。
在9至10世纪之间，大批北欧人移居到他们祖先曾经洗劫过的西欧地区。最主要的定居地包括英格兰西北部、爱尔兰东部、苏格兰北部的沿海和岛屿，以及法国的诺曼底。这些地区在北欧人到来之前，基本已经是基督教化的社会。当这些人从维京海盗转变为定居农民后，他们中的许多人也随之接受了基督教信仰。通常来说，那些在基督教国家定居下来的北欧人，比那些后来返回本土的人更有可能长期保持基督徒身份。这样一来，北欧人在西欧和东欧逐渐建立起多个基督教背景的定居点和殖民社区。
从整个维京时代的一些墓葬中，考古学家发现了与基督教有关的遗物，例如铅制十字架和蜡烛。这类物品，以及墓葬习俗的变化，常常被用作判断某地信仰转变时间的重要线索。例如，在挪威西南部的考古发掘表明，该地区在10世纪上半叶就开始从火葬向土葬过渡。由于火葬从未被基督徒采用，而土葬在基督教传入前也很少见，这种转变通常被视为基督教信仰逐渐深入民间的标志。相比之下，丹麦的这一转变则大致发生在10世纪中叶。至于挪威的内陆地区以及特隆赫姆周边，则较长时间内仍以传统信仰为主，未完全基督教化。

### 君王的皈依

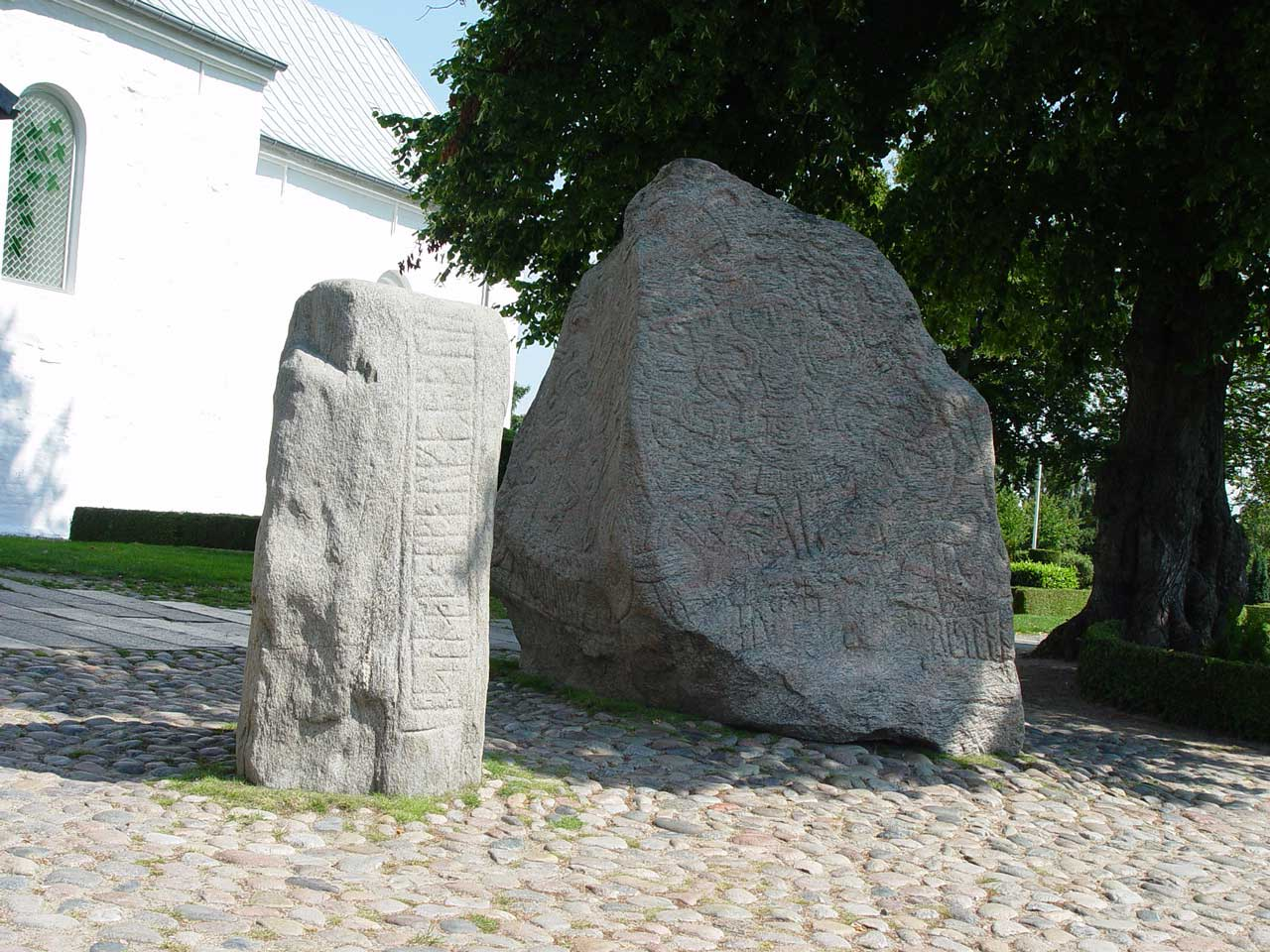
耶灵的蓝牙哈拉尔石碑（右侧），立于其父纪念母亲提拉的石碑旁。

当丹麦国王蓝牙哈拉尔于公元960年代皈依基督教时，他的许多臣民或许早已成为基督徒，但仍有相当一部分人坚守着传统信仰。类似的情形同样出现在其他北欧国家：一旦君主改宗，新宗教的确立便具有象征性的国家意义。然而，这种“国家基督教化”的状态在之后的多年间都只是形式上的。即便蓝牙哈拉尔正式将基督教定为国教，他依然不得不容忍某些封臣保留异教信仰。其中最具影响力的异教贵族，是挪威的哈康·西居尔松伯爵。到了10世纪最后的四十年间，几乎整个北欧在名义上都已成为基督教国家。唯一的重要例外是瑞典的斯韦阿兰（今瑞典中部），尽管梅拉伦地区已拥有庞大的基督徒群体，斯韦阿兰的官方宗教祭祀仍为异教。真正的宗教转变直至公元1080年代才在此地实现。
促使北欧诸王皈依的重要原因之一，是中世纪早期北欧社会结构日益复杂与组织化的发展。这一社会转型对宗教提出了新的要求，而基督教相较于传统信仰，更具备满足这些要求的能力。君权的集中化与官僚体制的建立，正是强化王权的关键工具，而当时，只有教会才能提供这套成熟的行政框架。因此，在中世纪前期欧洲新兴国家的诞生过程中，国家统一与基督教化之间常常是同步发生的。在10世纪，首先接受新信仰的主要是贵族与王室圈层，而大众的信仰转变则较为缓慢。这一宗教更替的过程持续了几个世纪，直到旧信仰才逐渐彻底退出历史舞台。
在公元1100年前后，北欧教会制度的基础逐渐确立。丹麦的第一批主教早在10世纪中叶就已被任命，但这些主教对其教区所命名的城市多半只有名义上的联系，甚至可能从未亲临其任教的教区城市。到了克努特大帝统治时期，丹麦开始建立真正意义上的教区系统。至1060年左右，丹麦八大教区的疆界已基本确立，并保持至宗教改革时期。直到1103年，随着隆德设立第一位大主教，北欧才正式成为独立的教会省份。在此之前，尽管汉堡-不来梅大主教区宣称对整个北欧教会省拥有管辖权，但北欧地区实际上一直处于事实上的自治状态，未真正纳入教皇体制之下。

### 教会的巩固

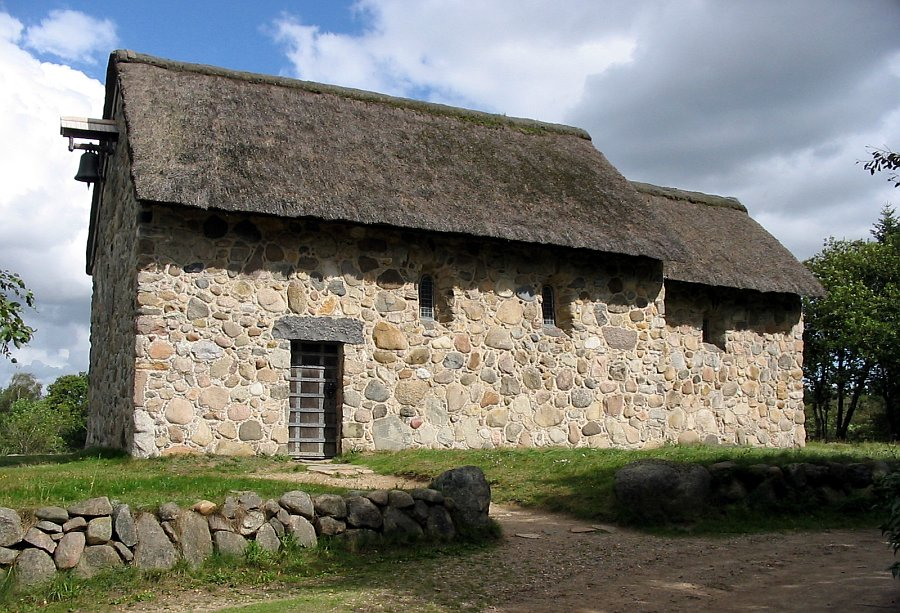
重建的图约灵教堂反映了其在12世纪的最初样貌，现位于赫耶尔黑德露天博物馆.

在11世纪的北欧，神职人员通常仍然具有外国背景。直至11至12世纪之交，基督教在丹麦的制度化程度才足以支撑本地牧师的培养，而在其他北欧地区，这一进程甚至开始得更晚。在12世纪之前建造的教堂，通常规模都较为简陋。它们大多设有一个讲坛或高座，专供出资兴建教堂的地方贵族及其家族使用，而神职人员及仆役则席地而坐，周边的农民群众则完全缺席于礼拜活动之外。在基督教传入之前，庙宇与圣所的管理职能多由地方领主或世族家主承担。当他们改宗为基督徒之后，这一角色便转为资助教会的宗教赞助人。彼时，几乎所有教堂均为木结构建筑，因为石造建筑在当时的北欧仍属罕见。北欧早期教堂的建筑风格亦呈现出完全矩形的简约形制，与西欧常见的三廊式巴西利卡结构大相径庭。最早期的木制教堂如今已无一保存，大多数在12至13世纪被更大的石砌教堂所取代——但挪威是一个例外，在那里，木构教堂的建造传统被延续并高度发展，成为欧洲建筑史中的一项独特现象。
到了12世纪，修道院的建立，尤其是熙笃会的传入，极大地推动了教会对广大平民的开放。彼时的西欧已经兴起一种全新的基督教形式，强调个人信仰、洗礼的意义与心灵的皈依。这一宗教改革的思想迅速传入北欧。其具体体现之一，是在原本无教堂的地区新建教堂，以及对既有教堂的扩建，以确保普通民众也能参与弥撒和礼拜。从公元1100年起，这种教堂扩建运动在整个欧洲均有体现，包括北欧地区。丹麦至今仍保留着一批源自该时期的教堂建筑。自11世纪下半叶起，北欧开始兴建中欧式样的石砌巴西利卡，这些教堂主要为主教座堂。早期的这些高水平石教堂建设，大量依赖于来自国外的建筑师和工匠。直到砖石建筑技术普及之后，才逐渐形成本地的建筑专业人才群体。宗教转变所带来的这场文化革命，在教会制度于公元1300年前后全面确立后，才算达到高潮。不过，即便到了这一时期，北欧的基督教仍未完全摆脱某些前基督教元素的影响。
与此同时，宗教转型也对性别角色在宗教实践中的地位产生了深远影响。在皈依基督教之前的时代，曾存在一种名为「gydje」的女性宗教职能者，后世文献将其视为一种“女祭司”角色。她们在与生育崇拜、弗雷祭仪相关的仪式中扮演重要角色，可能也参与了狄斯祭与精灵祭等信仰活动。虽然 gydje 的身份不如男性神职者 goden 权力显赫，但她们依旧享有较高的社会声望。然而，随着基督教的传播，这一女性宗教角色逐渐被彻底抹除，因为在基督教体制下，并未为女性保留任何等同地位的神职职能。

## 宣教中心与传教实践
在公元6至7世纪间，英格兰曾是一个基督教文化极为繁荣的中心，其影响力波及整个西欧。许多来自不列颠群岛的神职人员在这一时期以传教士身份踏上欧陆，即使是前往一些已名义上皈依基督教的地区。这类传教士在当时常被称作“朝圣者”（pilgrimme），原意即“旅人”或“异乡人”。他们的旅行背后，蕴含着盎格鲁-撒克逊基督教中的一个核心观念：自愿放逐。这种放逐被看作一种极致的苦行方式，具体表现为修士们长途跋涉至异邦他地，以宣讲基督信仰。据记载，最早进入北欧传教的基督徒是英格兰人威利布罗德，但极有可能还有其他英国传教士亦曾活动于此。我们今天能够从语言史上追踪早期北欧教会所受的英格兰影响：例如“教堂”（kirke）、“圣杯”（kalk）、“熏香”（røgelse）等核心礼仪用语，皆可溯源至古英语。
从现存文献来看，汉堡-不来梅大主教区常被视为北欧基督教化的主要起点。但这种印象很大程度上源自主要由该主教区编纂人员所撰写的史料，他们在记录中几乎忽略了来自英格兰或爱尔兰的传教活动。然而，北欧人与基督教的接触，其实早在9世纪德国传教正式展开之前便已开始。例如，那些曾作为人质、外交使节或雇佣兵进入基督教国家宫廷的北欧人，常受到基督教文化的熏陶。不过，这类影响主要限于社会上层。另一条重要的传教途径，是通过大量迁往不列颠群岛的斯堪的纳维亚移民。自公元870年代起，这些定居于英伦的北欧人中，已有不少迅速皈依了基督教。至10世纪，英格兰教会中已有许多神职人员出身于英丹混血背景，其中甚至包括三位大主教。据认为，他们对在北欧进行福音传布持有高度热忱。考古学发现亦证实，尤其在丹麦与挪威，存在大量反映英格兰影响的物证。此外，在12世纪初期，北欧地区仍在兴建英式教堂建筑。1022年，罗斯基勒主教由坎特伯雷大主教亲自祝圣，反映出丹麦国王克努特大帝试图使丹麦教会脱离汉堡-不来梅的控制、转而归属英格兰教会。不过，这一努力不久便因政治压力而中止，丹麦被迫再次接受汉堡-不来梅对整个北欧教会省的宗主权。值得注意的是，瑞典和芬兰的情况与丹麦不同，在这两个地区，直至11至12世纪，仍能观察到来自东方宗教的显著影响。
传教士在北欧的活动，往往高度依赖地方豪族的资助与庇护。他们通常随领主或国王一起巡游各地，在权贵庄园中落脚。而随着时间推移，传教士们逐渐建立起一个与本土宗教系统相抗衡的平行宗教网络。当最早的修道院在北欧落成时，它们便成为传教活动与基督教制度化建设的重要基地，而这些修道院多由国王或大领主倡建，有些甚至可能在极早期阶段就已建成。
从有关传教行动的记载中，我们可以勾勒出当时基督教统治者在异教领地推行信仰的基本策略。通常由一位高级神职人员（如主教）率队，组成一支使团，首要任务是拜访当地统治者以博取其兴趣和支持，之后方能展开进一步传教。这些使团常常将当地的男童带回基督教国家加以培养，使其将来再度作为传教士返回故土。另一种策略则是通过展示基督教上帝的“力量”来削弱本土信仰，这可能通过直接动武或摧毁异教圣地来实现。通常来说，异教社会最初会容忍基督徒的存在，但一旦基督徒亵渎或摧毁圣所，冲突便迅速爆发。因为传统观念允许宗教信仰多样性，但也要求对神圣空间的尊重。

## 中世纪早期的北欧基督教

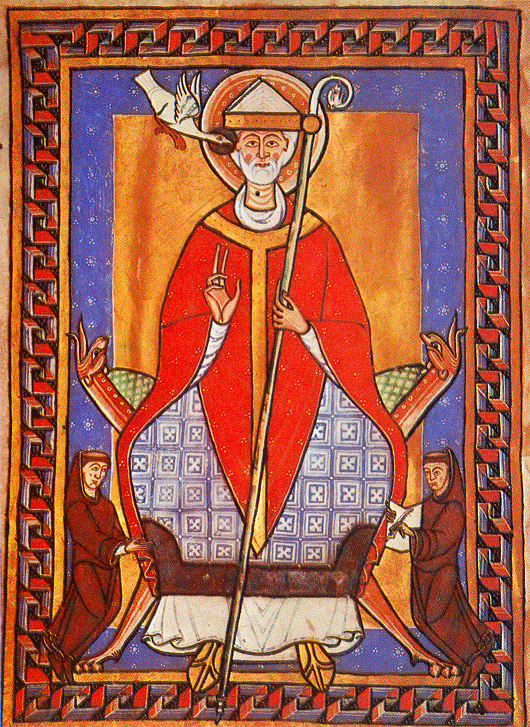
教皇额我略七世积极推行政策，旨在确立教皇作为基督教至高无上的权威。

中世纪早期的基督教并非一个统一规范的宗教体系，而是在欧洲各地呈现出显著的地方差异。尽管整个基督教传播区域存在某些核心教义的一致性，但各地的宗教实践却因地制宜，迥然有别。例如，在北欧地区，基督教神职人员在很长一段时间内并未被要求守独身，这一教规直到中世纪盛期才逐步推行。此外，不同地区所遵循的宗教规范与礼仪制度，也展现出极大差异。传入北欧的基督教，在形式上呈现出一种更具战斗性的特征，这一点不但有别于同期盛行于南欧的温和基督教模式，也与当代人们所熟知的基督信仰大相径庭。在日耳曼语族文化所接纳的基督教中，耶稣常被描绘为一位凯旋的战王，正在与邪恶势力进行一场无尽的战争。这种形象很明显是对旧宗教中雷神托尔角色的继承与转化——托尔作为神祇中最具战斗精神的一位，在民间信仰中具有极高地位。随着基督教在北欧的制度化进程不断推进，它也逐渐吸收了本地文化的特色。例如，教宗额我略七世在1080年致丹麦国王哈拉尔三世的一封信中抱怨说，当地的神职人员竟要为天气变化负责，这显然是源于异教时代的自然信仰残余，即将祭司视为能与自然沟通、左右风云之人。北欧基督教制度的另一个显著特点是：其宗教机构无法独立于其施主存在。教会的存在往往仰赖某位权贵的保护与资助，这使得基督宗教在北欧更接近于一种“功能体”而非“自治机构”。这一点与前罗马帝国地区的基督教形成鲜明对比——在那里，教会逐渐演化为一套自给自足、独立运作的制度体系。
尽管如此，某些教会制度在整个基督教世界中具有普遍的重要性，其中之一便是主教制度。主教在宗教仪式中具有不可替代的中心地位，因为在当时，普通神父仅能执行少数几种礼仪，而教堂的祝圣以及神职人员的任命则必须由主教亲自进行。人们如今所熟知的强大教宗权威与中央集权的天主教会，其实是1074年叙任权斗争之后的产物；而在此之前，这一结构尚未形成。因此，维京时代建立于北欧的教会组织，与后来成熟的天主教体制大不相同。在这一时期，教区的实际控制权掌握在国王与大贵族手中，由他们任命地方教职人员。这种制度与日耳曼传统的异教结构高度一致：在旧信仰体系中，神庙或祭坛归地方豪强所有，建于其私有领地之上。基督教会的初期发展，在北欧仍遵循这一模式——新建教堂属于其出资人，由他出面管理教务与运营。因此，中世纪早期的神职人员并未受到统一的教会权威结构的规范管理。这也导致地方教会在形式、功能与神学立场上存在显著差异，呈现出强烈的地方性与自主性。特别是在日耳曼地区，早期教会经常相对独立于罗马体系而运行。
基督教的部分内容与北欧旧宗教有直接对应关系，而另一些内容则显得极其陌生难懂。基督教的永恒轮回，包括“死亡与复活”的核心主题，对于当时的北欧人而言并非完全陌生；因为这一概念与他们自身神话传统中有关宇宙更替与生命轮回的观念多有呼应。如北欧神话中的诸神黄昏与新世界的重建，即体现出对毁灭之后再生的认知。类似地，诸如守护天使、神意指引，以及即将到来的末日审判等观念，也可在北欧本土神话中找到对应。然而，也有一些基督教的核心概念与北欧世界观彻底不兼容，譬如耶稣被视为神人与人之间的代赎者，通过自我牺牲承担人类原罪的“苦难史”，这一点在北欧传统中毫无先例。在前基督教时代的北欧，诸神的职责乃是保障集体福祉，提供所谓的“和平与丰年”，这是对社会整体的护佑。而基督宗教则将重心移至个人的信仰与救赎，强调人与神之间的私密联系。这一转变构成了深层的信仰断裂。此外，基督教的排他性亦是与北欧旧宗教体系截然不同的重要方面。在基督教的宇宙观中，只有对耶和华的信仰才是通向救赎的唯一正道，其他信仰体系则被一概视为邪恶的化身或误入歧途的信仰。相较而言，北欧的传统信仰具有更高的包容性，它不否定他者宗教的存在，只要求在社会礼仪和神圣秩序中予以尊重。这种“共存型”世界观，与基督教所推崇的独尊主义存在根本分歧。然而，不可忽视的是，正是基督教在解释“生命意义”与“人类存在目的”方面的系统性回答，构成了它在思想层面压倒北欧传统宗教的重要优势。相比之下，传统北欧神话虽具备丰富的象征结构与叙事模式，却缺乏对人类本体意义与终极命运的系统诠释能力。
皈依基督教不仅仅意味着接受一套新的神话观，更意味着服从教会的仪式规范与伦理体系。而这种皈依行为，在当时人们的观念中远非形式主义的表演，他们通常真诚地相信神力在世间具象化地显现。彼时，抽象、超验、不介入人世的神明观念尚未在大众中普及。因此，对于个体而言，信仰的转换是深刻而真实的精神选择，基督信仰带来的宇宙解释力与内在秩序感，确实能够赋予人们更强烈的认同感。这一逻辑同样适用于当时的君王阶层，他们的改宗并非单纯的政治策略，更可能是一种出自心理契合与信仰需要的深度认同。

## 过渡时期的异教信仰
在基督教传入之际，日耳曼文化中的社会结构与宗教观念，在多个方面都与基督教所植根的罗马传统存在显著差异。日耳曼诸王国的政治体制远较罗马帝国为分散。在传统观念中，日耳曼国王的职责主要在于维护与神灵之间的良好关系，即确保“和平与丰收”（fred og år），以及在战时担任军事首领。国家的政治权力则主要集中于各地拥有大片土地的贵族家族手中，这些家族在实质上拥有高度自治权，与国王之间的联系，仅通过忠诚誓言维系。与后来的罗马体制不同，在日耳曼世界中，国王并不拥有全部领土的所有权；每一块土地都属于私人财产。这种制度下，独立于个人之外的机构所有制形式（如罗马法下的公法人制度）是根本不存在的。法律上，任何形式的组织都无法在脱离特定个人的前提下独立存在。也正是这一点，构成了前基督教信仰在面对基督宗教时的主要劣势：它缺乏统一的组织结构、集中权威与普世性的教义体系。相反，前基督教的宗教生活呈现出强烈的地方性与个体性，这使得基督教更容易逐步渗透进社会各阶层与制度之中，最终占据主导地位。
在传统的北欧社会中，宗教不仅是个人信仰的问题，更是社会凝聚力与身份认同的核心。神庙与祭祀场所的日常管理，多由地方最有权势的家族负责，其家族首领往往也同时担任祭司的角色。正因如此，当一位酋长或领主皈依基督教时，这一决定通常也意味着整个社区随之改信。
北欧地区之所以经历了漫长的宗教过渡期，其最显著的证据之一便是：大量源自旧信仰的元素长期存续于民间传说与习俗中，甚至延续至近代。在这一转型期内，异教信仰本身也发生了重大变化。随着与基督教接触的日益频繁，原有的仪式与信仰体系势必遭受影响，许多观念经历了重构。例如，“瓦尔哈拉”这一对战死者来世的理想描绘，很可能是在公元10世纪中叶，在基督教“天堂”观念的影响下形成的。这场文化变革也促使拉丁文学传统在北欧传播，带来了两项深远影响：一方面，原始的北欧信仰终于被文献记录下来；另一方面，关于旧信仰的记述也不可避免地受到了基督教与拉丁文化的诠释框架所塑形。例如丹麦史学家撒克逊文人萨克索·格拉玛提库斯在记述北欧远古文化时，便将其描述为“未开化”与“野蛮”的历史阶段，是对后来的基督教文明的一个不完美前奏。而冰岛史诗作者斯诺里·斯图鲁松则尝试以古典文学的结构方式，较为中立地书写这些传统神话。
即便在名义上完成了宗教转变后，旧有的宗教传统依旧对人们产生着深远影响。毕竟，它们在集体记忆中长期承担着赋予世界秩序与保护功能的角色。然而，这些信仰体系也逐步面临来自新教义的挑战，例如“原罪论”与“三位一体”观念。考古学研究亦提供了有力的实证。例如在斯德哥尔摩附近的洛沃恩墓地的发掘显示，当地的异教丧葬习俗延续时间之久，至少跨越了150至200年。而这一地区，即便在当时，也处于权力核心地带，说明异教传统在社会上层亦未能迅速消退。另一个例证来自于13世纪挪威的贸易中心卑尔根，在以卢恩字母为代表的出土文物中，仍可见对女武神等北欧神祇的祈祷，而基督教概念则几乎完全缺席。这表明，旧信仰在民间层面拥有极强的生命力，并未因官方的改宗而立即消亡。

## 共存、冲突与宗教融合
到公元9世纪中叶，基督教在丹麦与斯韦阿兰已获得一定程度的宽容。在三座主要城市中已有教堂设立，神职人员获准公开讲道与施行洗礼。然而，从9世纪至13世纪的文献资料来看，基督教与本土宗教之间的关系并不总是和平共处。虽然9至10世纪这段时期大体呈现出一种宗教宽容的氛围，但此种状态随后被新一阶段所取代——在这一阶段中，异教信仰开始遭受有组织的打压与取缔，而基督教则确立为唯一合法宗教。此一转变的前提，是建立起具备制度化架构的教会组织，并且获得强大政治力量的支持，尤其是王室的鼎力相助。
在前基督教时代，其他信仰并非出于某种现代意义上的“宗教宽容”而被接受，而是因为这些信仰本就存在于现实之中，人们不得不予以应对与承认。因此，在这种多神论的世界观中，接纳一位新神祇，并不意味着要排斥既有神明。在这种观念下，人们甚至可能将耶稣作为另一位神明，与奥丁、索尔等旧神并列崇拜。这种包容性的思维方式，很可能是造成基督教传播过程漫长而渐进的重要原因之一。随着基督宗教逐步发展为与本土信仰相对立的体系，在某些情境下，为避免激烈冲突，社会不得不采取务实性策略进行调和与过渡。
在早期传播阶段，基督教极有可能仅被视作对旧信仰的补充。若干史料也记载了一些情形，其中基督教神灵与北欧诸神被一并提及，地位并无明显高下之分，反映出宗教融合的现象在过渡时期相当普遍。

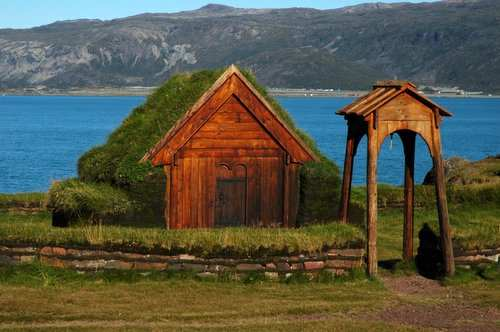
现代重建的西约德希尔德教堂，位于布拉塔赫利茲（今卡西亞蘇克）。

### 宗教冲突
新旧宗教的冲突并非仅发生在国家或部族层面，在家庭内部也常常引发剧烈矛盾。例如在《格陵兰人的萨迦》中记载，红胡子埃里克的妻子西约德希尔德（Þjódhild）在皈依基督教之后，便坚决拒绝与依旧崇拜旧神的丈夫同居。由此可见，即使在最私密的领域，宗教差异亦可能带来实际分裂。
宗教之所以能够引发广泛冲突，是因为在当时的社会中，宗教从来不是一种纯粹的私人信仰事务，而是在多重层面上影响整个共同体的结构与秩序。国王作为国家的宗教首脑，其最重要的职责之一，便是维持与神灵的良好关系。若他未能完成此项任务，则整整一个社会都有可能因此而遭遇灾难。因此，当国王改宗之时，常常被视为威胁社会安定的举动，并引发抗议或内乱。另一个频繁产生冲突的领域，是旧有宗教实践的被禁止。其中最具代表性的例子是基督教会对于祖先崇拜的明令禁止。然而，祖先崇拜原本是前基督教宗教体系中的一个根本支柱，被广泛认为是维护宗族秩序与精神联系的关键仪式。因此，此类禁令往往直接触及社会与文化的核心，引发了深层次的对抗。

### 宗教融合
在文字记载中，几乎没有明确证据表明北欧在宗教转型时期曾广泛存在有意识的宗教融合现象。相反，更常见的是两个彼此并存的信仰体系：即使在早期阶段，耶稣往往也只是被视为“众神中的一位”。然而，大量实物遗存却揭示出这两种宗教之间的符号混合现象——例如，一些文物上同时出现了基督教与异教的符号图腾。然而，仅凭这些个别实例，难以准确界定这种混合背后究竟反映了何种宗教或社会现实：这可能是真实融合性信仰的残余；也可能源于人们对宗教象征内涵的模糊理解；或是一种宗教上的双重保险策略；甚至可能仅是将符号从原有语境中抽离所致。更重要的是，这些现象并非只出现在短暂的过渡期中，而是在13世纪仍有迹可循，例如丹麦曲半岛的格特鲁普教堂中，洗礼石上雕刻着托尔（雷神）之锤的图案。
总体来看，有充分理由推测，北欧人确实保留了大量旧有关于神明职能的观念，只不过将这些观念转嫁到了基督教的上帝身上。例如，在许多情况下，北欧基督教中上帝仍被视为维系社会秩序与物质丰裕的保障者，这一点显然延续了旧有神明的职能。类似地，传统的大型年度节庆虽然改换了形式，但在基督教节期中仍然得以延续，且与异教时代一样，每个人都有义务参与。其他宗教仪式也在很大程度上沿袭了前宗教的基本结构。更有甚者，某些异教仪式甚至被直接纳入基督教的框架之中——虽然教会主流往往将这些行为视为“迷信”或“异端”。因此，到11世纪时，北欧的基督教信仰体系尚未彻底脱离旧有体系的影响。
在其他层面也能清晰观察到延续性。例如，许多古老的异教祭祀中心在改宗之后继续被用作宗教圣地，只不过转换为了基督教的形式。像维堡、欧登塞以及乌普萨拉等地后来都设立了主教座堂。这类现象表明，地理空间的神圣性得以保留，只是符号体系被替换了。此外，还有一些异教纪念性建筑被有意重新定义，赋予基督教意义。例如，丹麦第一位基督教国王蓝牙哈拉尔对耶灵异教遗址所做的改建：他在一座古老石圈与两座墓冢之间修建了一座非比寻常的大型基督教堂。与此同时，他将其父亲——异教王老戈姆的遗体从旧墓中迁出，并安葬于新教堂内。而在原墓中，则放置了如蜡烛与银杯等基督教圣物，似乎意在通过仪式方式，将这一原属异教的空间纳入基督教神圣领域之中。
矛盾的是，在这场从传统异教向基督宗教转型的漫长过程中，两种信仰体系之间并不存在某种不可逾越的深渊。例如，基督教中的圣徒往往被视为通向多神宇宙观的媒介，这基本上是一种有意识的宗教融合策略。
但新旧宗教间的影响也并非纯然单向，基督教反过来亦对北欧神话体系产生了深远影响。在文字记载的神话体系中，多个角色可能已受到基督教观念的塑造。例如，巴德尔这个人物常被解读为耶稣在本土神话中的变体，而海姆达尔所吹响的加拉尔号角在诸神黄昏中宣告末日的来临，常被视为与《圣经》中加百列天使号角的功能相对照。这种影响极可能早在罗马或日耳曼铁器时代便已开始。因此，我们今日面对的北欧神话与宗教体系，已很难准确区分出哪些元素为原生的、本土的，哪些则是受基督教的深层影响之后的产物。

## 宗教与政治

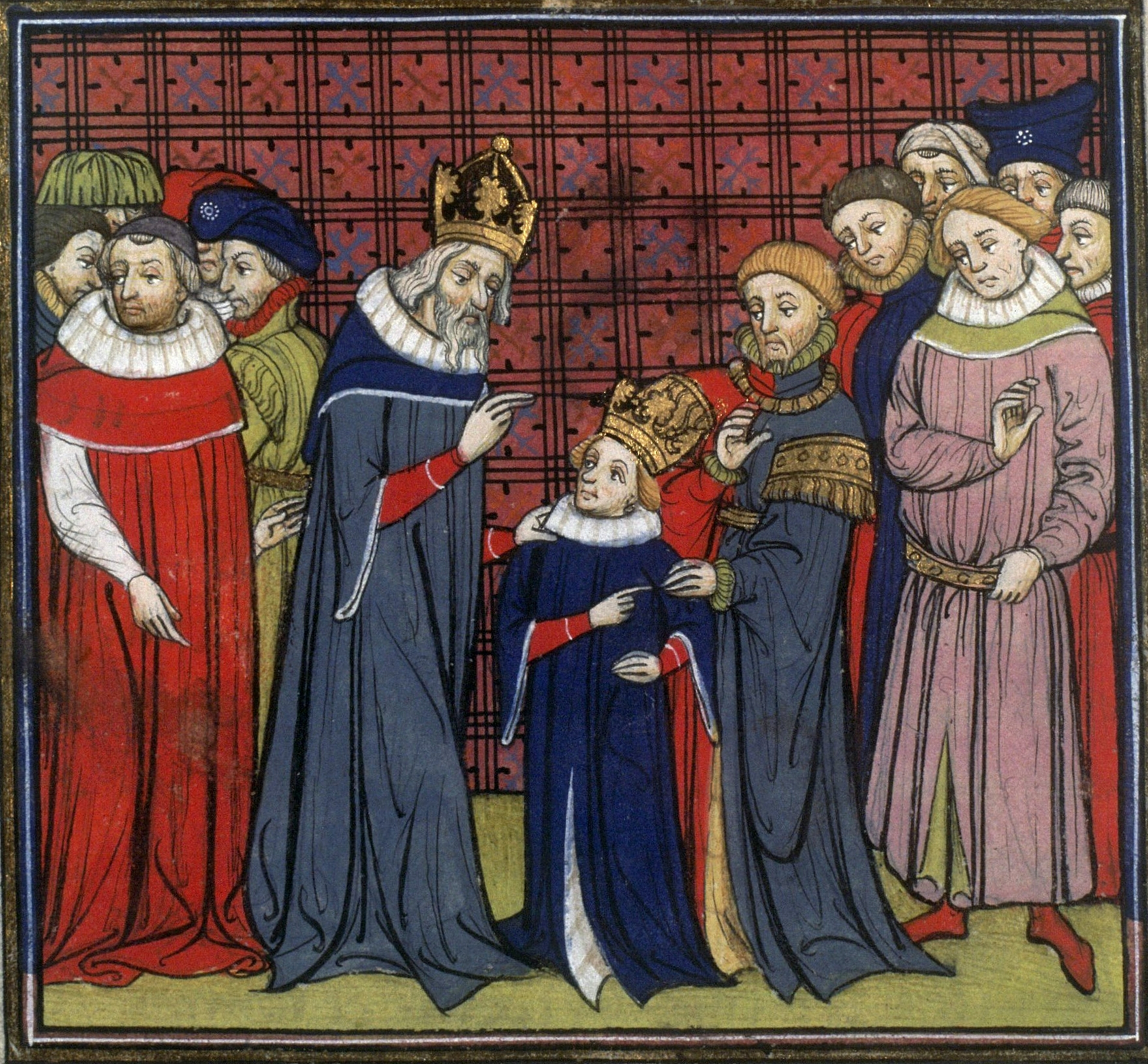
一幅微型画，描绘了查理曼大帝及其子虔诚者路易——两人均对丹麦的政治格局产生了重大影响。

在欧洲中世纪早期新兴的各个国家中，王国的建立与基督教化过程之间关系密切。同样地，北欧中央王权作为一种政治制度的确立，也与从异教向基督宗教的转变高度同步。这一现象部分是因为基督教会能够为诸侯提供一整套意识形态框架，以支撑其新生的国家机器。同时，法兰克王国的皇帝也意识到，将其东部和北部强大的异教邻国转化为基督教徒，不仅有助于宗教传播，也能提升王国的安全，进而把这些邻国纳入其附庸体系。查理曼大帝通过武力征服撒克逊人，并强制其改宗，使得法兰克王国直接与丹麦接壤。这一变化使得丹麦也面临同样遭遇的风险。因此，兰斯的埃博和不来梅的安斯加尔当时能够发起传教尝试，显然与这种背景密切相关。
9世纪后半期，维京人对西欧发动了一系列大规模的掠袭行动，而法兰克王国的国力也显著衰退。在这一时期，没有关于传教士前往北欧的记录，原因可能是当地首领认为，在基督教国家衰弱的情况下，支持教会已无必要，基督教也因此被视为一种软弱的宗教。到了10世纪初，基督教国家在防御维京袭击方面变得更为有效，并开始主动向丹麦发动进攻。在这样的局势下，基督教传教活动重新获得支持，因为丹麦国王此时更需要与基督教国家维持良好关系。丹麦国王能在965年皈依基督教，也与当时国内已经存在一定规模的亲基督教群体有关，这一群体为国王的宗教转变提供了必要支持。值得注意的是，国王的皈依并非个人决定。在传统观念中，国王是国家宗教事务的重要代表，因此在改变信仰之前，必须确保获得国内贵族阶层的广泛支持。
对一般的北欧人来说，在前往基督教地区旅行时，若能表现出与基督教的关联，不仅可以带来社会、经济和政治上的好处，也有助于摆脱“外来者”的身份，从而与当地人建立更良好的关系。

## 北欧各地的基督教化历程

### 丹麦的基督教化

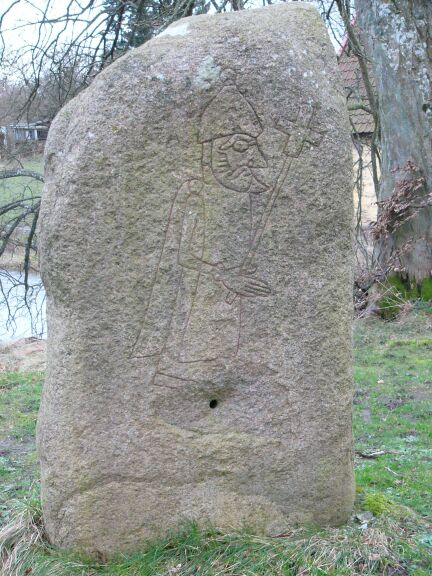
一块来自斯科讷的卢恩石，雕刻着一个持十字架的男子形象。

最早有记载的在今丹麦地区进行的基督教传教尝试，是由被称为“弗里斯兰人的使徒”的威利布罗德发起的。他曾在公元710年至718年间前往石勒苏益格地区传教，并拜访了当时的丹麦国王阿甘提尔（拉丁文记作Ogendus）。据记载，这位国王“野性如兽，冷硬如石”，说明威利布罗德和随行传教士的努力收效甚微。虽然国王对他们表示礼遇，但对改信基督教并无兴趣。不过，阿甘提尔允许他带走三十名年轻人前往弗里斯兰，接受教育，以便日后继续向“野蛮的丹麦人”传播福音。此后的一百多年间，没有更多关于传教的记载。直到公元823年，兰斯大主教埃博与后来的不来梅主教维勒里希访问丹麦，期间为一些丹麦人施行洗礼，基督教传教活动才再次出现。埃博后来又两次返回丹麦，试图扩大改信人数，但史料并未说明他是否取得进一步成果。
不久后的826年，日德兰国王哈拉尔·克拉克被霍里克一世驱逐，被迫流亡。他向法兰克皇帝虔诚者路易寻求支持。皇帝答应为其提供援助，并将弗里斯兰公国作为封地赐予他，条件是哈拉尔必须放弃旧神，接受基督教洗礼。哈拉尔遂与妻子、家人及约400名随行的丹麦人一起，在英格尔海姆受洗。当他返回日德兰试图重夺王位时，应皇帝要求，修士安斯加尔随行一同前往。然而，哈拉尔再次被霍里克驱逐，安斯加尔在丹麦失去支持后，决定将传教目标转向瑞典。831年，汉堡大主教区成立，安斯加尔成为首任大主教。该教区的重要职责之一，就是负责向北欧地区传教。
845年，霍里克领导丹麦军队袭击并洗劫汉堡，安斯加尔被迫逃往不来梅，并在那里重建教区。不过，安斯加尔后来重新获得了霍里克的信任。860年，霍里克允许他在海泽比建立教堂，这是丹麦境内最早的基督教教堂。几年后，另一座教堂在里伯建成。948年，里伯成为北欧地区最早设立的主教教区，隶属于汉堡－不来梅大主教区。根据传统记载，该教区的首任主教圣利奥夫达格在一次渡过里伯河时遇害。

### 瑞典的基督教化

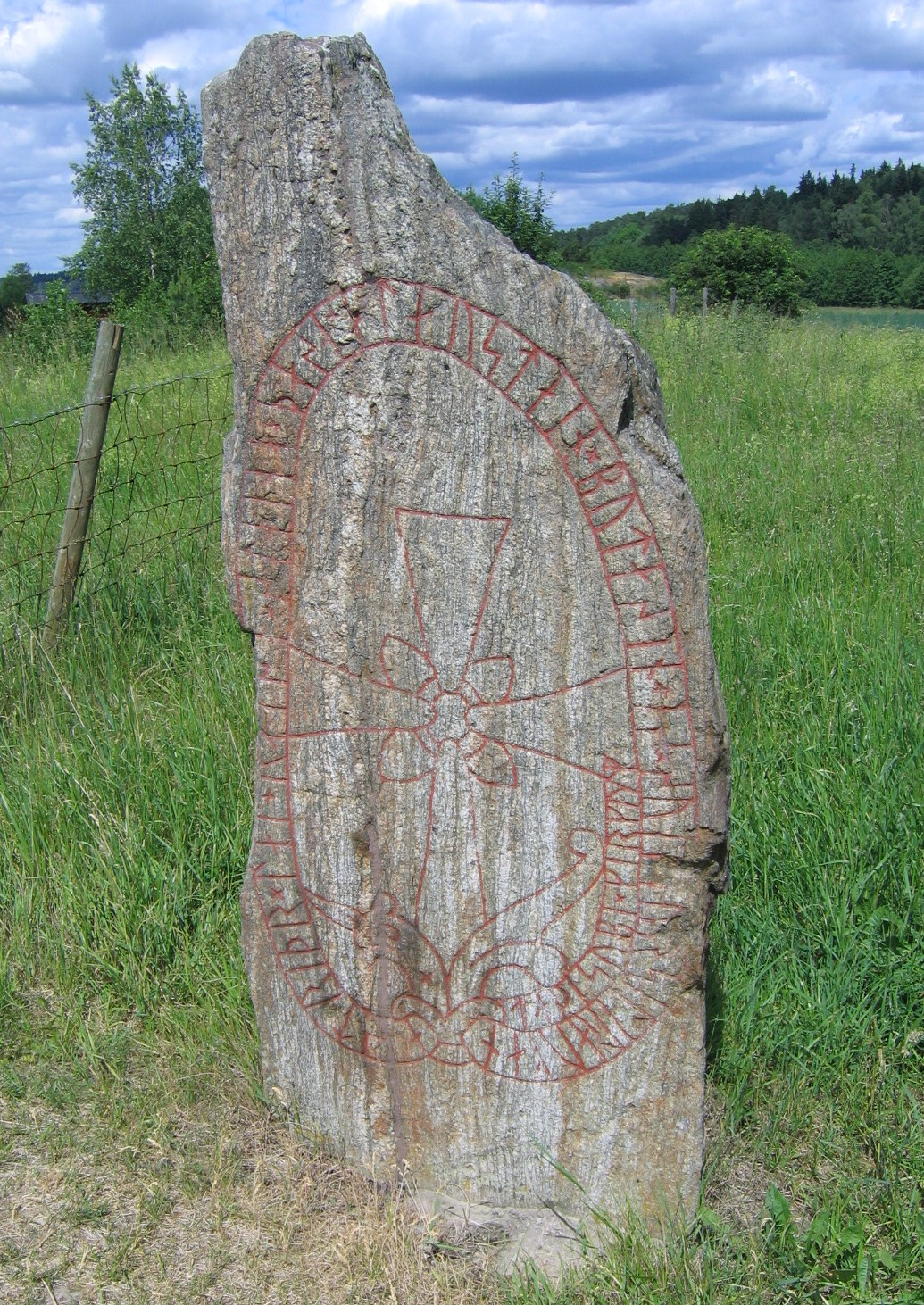
卢恩石U 136，纪念一位皈依者前往耶路撒冷朝圣的旅程。

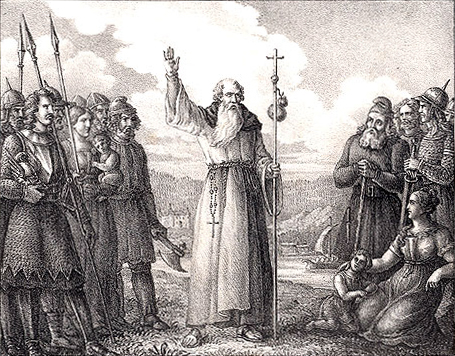
安斯加尔于830年代在瑞典进行了一次不甚成功的传教尝试。

正如前文所述，最早有记录的基督教传入瑞典的尝试，是由安斯加尔于公元830年发起的。当时他受瑞典国王造坟者比约恩邀请，获准在比尔卡建立教堂。然而，安斯加尔的传教工作并未引起当地人的广泛兴趣。大约一个世纪后，汉堡－不来梅大主教乌尼再度尝试传教，但同样未见显著成效。在10世纪，多位英格兰传教士曾活跃于西约特兰一带进行布道。
瑞典首位皈依基督教的国王是奥洛夫·舍特科农，他于990年代登上王位。然而，基督教与旧有的异教信仰在瑞典长期并存，直到11世纪末才正式结束这一局面。在这一时期，异教徒与基督徒之间达成某种程度的宗教容忍与共处。不来梅的亚当在其历史著作中提到，11世纪时乌普萨拉仍有一座活跃的异教神庙。尽管目前尚未发现确凿的考古证据，但现代教堂下方曾发现一处木结构遗迹，可能与该神庙有关；也有学者认为，它可能是更早时期基督教堂的遗址。
关于这一时期的瑞典史料极为有限，但一些传说文学记载了基督徒与异教徒之间的暴力冲突。《奥克尼萨迦》与《赫尔薇尔萨迦》都提到，1080年代，瑞典国王老英格决定终止乌普萨拉异教神庙的活动，引发了民众强烈反对，最终被迫流亡。随后，其妹夫布洛特-斯文被选为国王，条件是必须继续保留异教信仰和仪式。但三年后，老英格秘密返回，率兵包围斯文的大厅并纵火焚烧，厅内人员或被活活烧死，或在逃出时被杀。此后，神庙应该已被彻底摧毁。1164年，乌普萨拉被设为大主教区，标志着基督教会在瑞典的制度性确立。
瑞典的异教与基督教之所以能相对和平地共存至11世纪末期，主要是因为新宗教在民众中逐步获得认同的同时，旧信仰仍被视为法律与社会秩序的重要组成部分，即使是新近皈依者也不例外。为了维持统治，老英格必须争取大多数民众的支持，其中也包括异教徒。这种忠诚曾在挪威国王马格努斯三世入侵西约特兰时受到考验。老英格据称成功动员了3,600人的全体雷当军队，并击败了入侵者。正因为这一时期瑞典仍保持宗教宽容，在丹麦和挪威已正式皈依基督教后，瑞典在北欧其他地区仍被视为“异教国家”。即使在12世纪，瑞典名义上已全面基督教化，挪威国王西居尔一世仍以“传教”为名出兵斯莫兰，宣称要使当地人“皈依基督教”。

#### 耶姆特兰的基督教化
在耶姆特兰中部的弗勒瑟岛上，矗立着世界上位置最北的卢恩石刻。碑文记载，有一位名叫奥斯特马兹（Austmaðr）的人将基督教传播到了该地区。这一事件大约发生在公元1030至1050年间，即石碑立成的时间。关于奥斯特马兹的身份，目前尚无确切结论。

### 挪威的基督教化

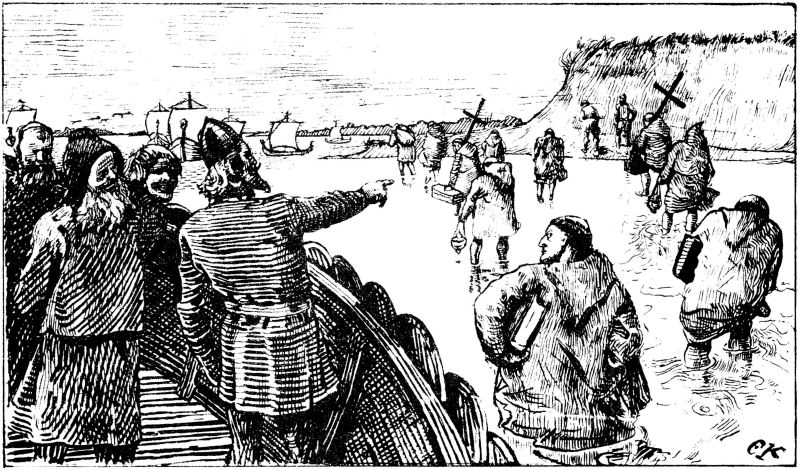
丹麥國王派基督教傳教士向哈康·西居爾松傳教，但哈康拒不接受並且讓他們回去

挪威历史上首次有记载的基督教传教活动，由哈康一世发起。哈康一世自幼在英格兰接受基督教教育。成为统治者后，他试图在挪威推广这一信仰。然而，由于民间反对激烈，其努力收效甚微。其继位者灰袍哈拉尔亦为基督徒，但他主要因摧毁异教神庙而闻名，这一行为在当时并未提高基督教的民众接受度。
在挪威西南部地区，由于与不列颠群岛联系紧密，部分地方领主在这一时期已皈依基督教，甚至可能早于丹麦国王蓝牙哈拉尔的受洗。总体而言，挪威的基督教化进程主要受英格兰影响，来自德意志地区的影响则相对较小。
灰袍哈拉尔之后，异教徒哈康·西居尔松执政（约971年～995年）。哈康复兴异教的立场十分鲜明，他重建了前任国王所摧毁的神庙。当时，蓝牙哈拉尔曾试图强迫他改信基督教，但遭到拒绝。哈康不仅不再效忠丹麦，还在后来986年的希约隆加瓦格战役中击退丹麦军队的入侵。
995年，奥拉夫一世即位。他生于960年前后，青年时期曾多次参与维京远征。986年，他在英格兰西南的锡利群岛遇到一位基督徒先知。先知预言道：
|  | 你将成为伟大的国王，成就非凡功业。你将引领众人皈依基督教，接受洗礼，这将惠及你自身，也造福他人。为了让你相信我的话，记住这个预言：当你返回船队时，会遭遇背叛与敌对势力。你会在战斗中受伤，自觉时日无多，并被人用盾牌抬上船。然而你将在七日之内康复，随后便会受洗。 |

奧拉夫回到船上后，果然被一群叛变分子袭击致伤。受此事影响，他在痊愈后就接受了洗礼。此后，他长期在英格兰与爱尔兰居住，不再劫掠基督教城镇。995年，奥拉夫趁挪威局势动荡之际回国。当时哈康正面对叛乱。奥拉夫成功说服叛军拥立自己为王。哈康在逃亡过程中被其奴仆杀害。
奥拉夫一世不惜采用强制手段，将基督教全国化当作主要施政目标。通过摧毁异教神庙、拷打甚至处决异教徒，奥拉夫至少在形式上实现了挪威部分地区的基督教化。《王室萨迦》还将法罗群岛、奥克尼群岛、冰岛和格陵兰岛的基督教化也归功于奥拉夫。不过，上述地区在奥拉夫发起全面传教活动之前，就已有基督教扎根。《王室萨迦》又将奥拉夫描述成挪威首位基督徒，另一部萨迦《世界之圆》也有类似记载。然而事实上，奥拉夫面对的异教势力主要集中于特伦德拉格及内陆地区；而在挪威西南部，基督教早在此前数十年就已逐渐传播开来。因此，奥拉夫在西南地区的传教工作，更可能是在巩固当地的基督教化。而他对特伦德拉格地区的征服及强制改宗，则更显著地推进了全国范围内的基督教化进程。
公元1000年，奥拉夫在斯沃尔德海战中战败后，挪威一度在拉德侯爵的统治下出现短暂的异教复兴。直至奥拉夫二世掌权后，异教再次遭到打压，基督教的地位得以巩固。

### 冰岛的基督教化

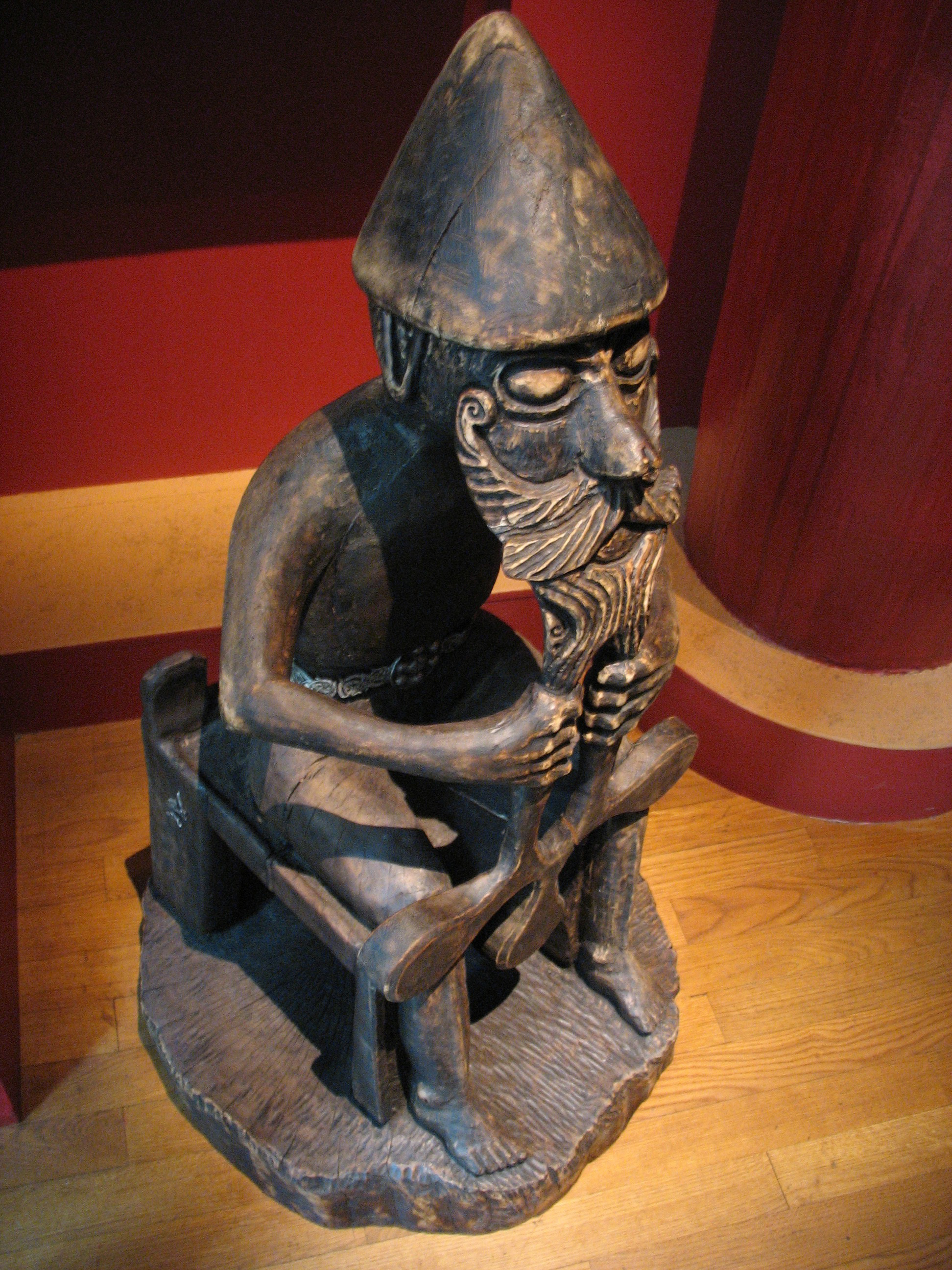
一尊10世纪的雕像，描绘的是雷神托尔，出土于冰岛。

1000年，冰岛议会正式决定，全国皈依基督教。这一历史事件在冰岛语中被称为「Kristnitaka」，字面意义为「采纳基督教」。然而，该决定的附带条款同时允许国民在私人场合继续信奉原有宗教。因此，1000年传统上被视作冰岛改宗基督教的年份。关于这一转变最重要的史料来源，是由阿里·索尔吉尔松撰写的《冰岛人之书》，此外还有若干家族萨迦、以及早期主教与神职人员的文献记载。阿里的叙述受到学界的高度评价。尽管他出生于冰岛改宗67年后，但与此事的几位亲历者有亲戚关系，因而可以借鉴当时的口述传统还原事件经过。
当第一批移民于9至10世纪定居冰岛时，他们内部可能已有部分基督徒，其中不少人来自基督教盛行的不列颠群岛，在来冰岛之前就已受洗归信。然而大多数定居冰岛的移民仍为信奉北欧旧教的教徒，有组织的基督教很快在当地消亡。大约公元980年起，陆续有多位传教士造访冰岛，第一位可能是冰岛人索瓦尔德·康拉德松（Þorvaldr Konráðsson inn víðförli）。他曾在海外旅行途中皈依基督教，并带回一位德籍主教（该主教身份资料不详）。他们尝试向更多冰岛人传教，但收效甚微。托瓦尔德遭到当地人嘲讽。在一场造成两人死亡的冲突后，他与随行主教被迫逃亡。
当奥拉夫一世在挪威登基后，冰岛的基督教化进程明显加快。虽然冰岛名义上是自由邦，但挪威国王依然宣称拥有该岛的宗主权。奥拉夫国王派出一位冰岛本地的基督徒斯特夫尼·索尔吉尔松（Stefnir Þórgilsson）前去传教。然而斯特夫尼的手段过于激进。他摧毁神庙和旧教神像，激起了民怨，最终被宣判为「不法之徒」。斯特夫尼失败后，奥拉夫改派一位名为桑布兰德的神父。唐布兰德曾在挪威与法罗群岛进行过传教工作，经验丰富。他约于997至999年间在冰岛传教，但也仅取得了部分成功。他虽然成功说服几位酋长改信基督教，但在传教过程中也杀死了两三人。唐布兰德随后不得不返回挪威，向国王报告他的失败。奥拉夫随即采取更为激进的策略：他禁止冰岛船只进入挪威港口，切断了冰岛最重要的贸易联系，同时劫持挪威境内的冰岛人作为人质——其中不少是冰岛权贵的子嗣。奥拉夫威胁称，若冰岛不改宗，便将这些人处决。

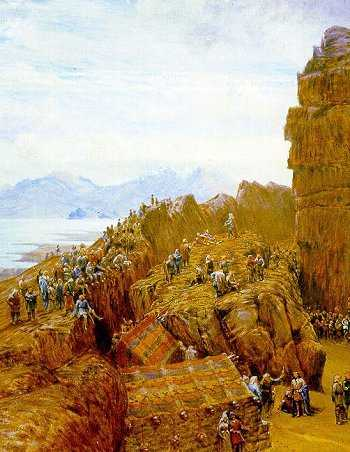
19世纪的一幅画作，描绘了冰岛议会在辛格韦德利召开的情景。

冰岛联邦的外交基本取决于与挪威的关系，因此冰岛的基督教化问题很快上升到国家层面。冰岛境内已经改信的基督徒开始利用奥拉夫的压力推动全国改宗，国家因此分裂为针锋相对的两大派系，一度濒临内战的边缘。这一冲突局势在1000年（或999年）夏季的冰岛议会上达到了顶峰，支持旧教与基督教的双方几乎要爆发武装冲突。幸而有人居中调停，使得争议得以在庭中解决。议会发言人索尔盖尔·索尔克尔松是双方公认的调解人。他本人是洛萨瓦滕地区的旧教祭司，性格温和、持中，因而得到双方的认可。

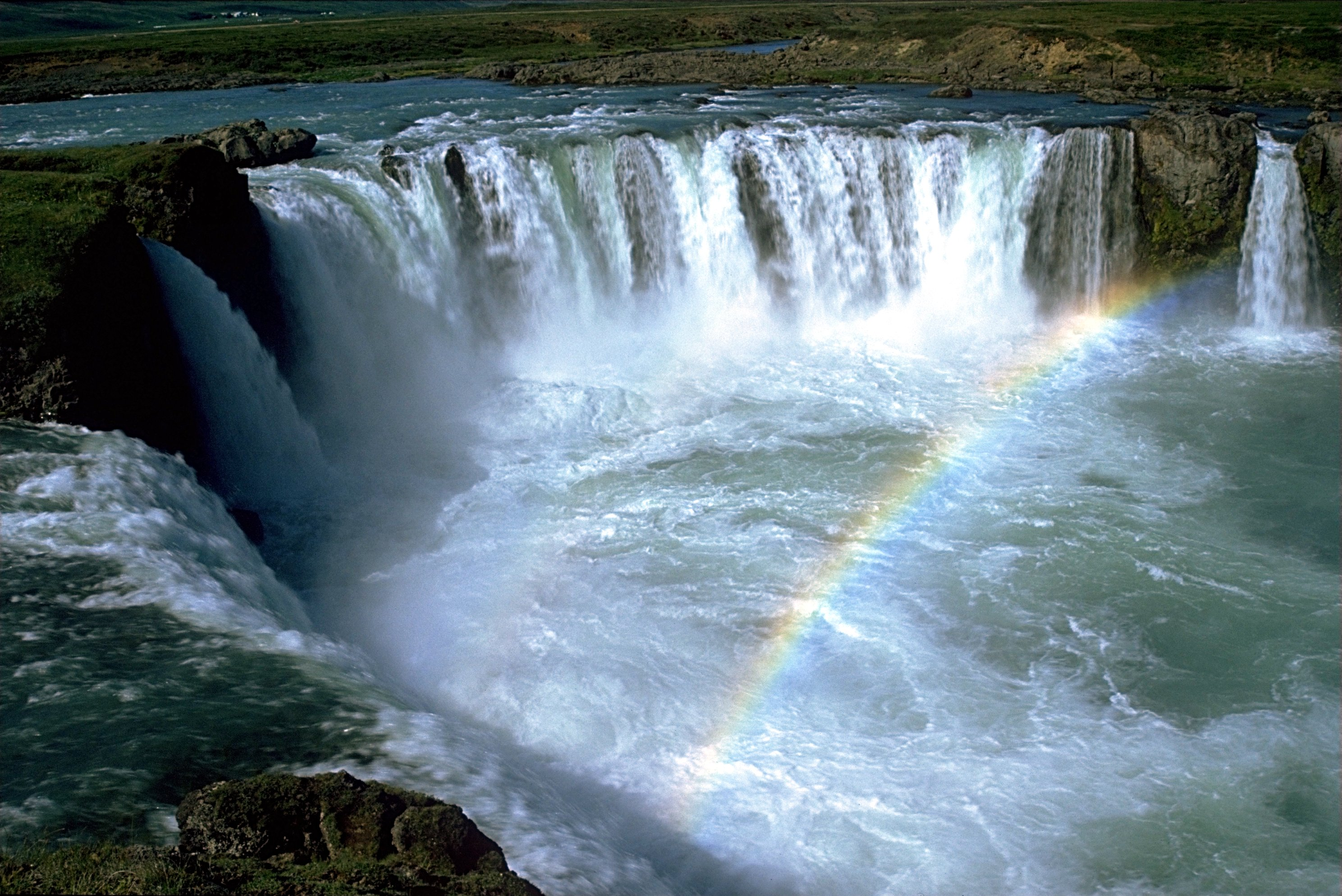
戈扎瀑布（直译：众神瀑布）。索尔盖尔在宣布冰岛皈依基督教后，将旧教神像投入此瀑布中，因而得名。

索尔盖尔担负着决定国家宗教取向的重任。双方达成协议后，他裹着毛毯，沉思冥想了整整一昼夜。这一行为可能是基于某种占卜仪式。翌日，索尔盖尔宣布冰岛将改奉基督教，前提是保留部分旧法：
1. 允许在特定情况下遗弃婴儿；
2. 允许食用马肉；
3. 旧教仪式可在私人场合秘密举行。

索尔盖尔随后亲自将自己供奉的神像投入一处瀑布，此地随后被称为。此后，旧教信仰被逐出公共领域，不再具有维系社会秩序与身份认同的功能，因而逐渐消亡。
总体而言，冰岛的基督教化是和平完成的。尽管改宗过程存在妥协，保留了部分旧教传统，教会仍然予以接受，因为这种妥协在各地基督教化初期并不罕见。待到基督教在冰岛站稳脚跟后，索尔盖尔保留旧法的条款最终被悉数废止。
值得注意的是，有证据表明，早在维京时代之前，冰岛就已有基督徒存在。根据史料记载，在挪威人定居冰岛之前，岛上曾居住着一批来自爱尔兰的帕帕。不过，有关他们的物证和遗迹都已消失殆尽，无法确切考证他们的存在情况。

### 法罗群岛的基督教化

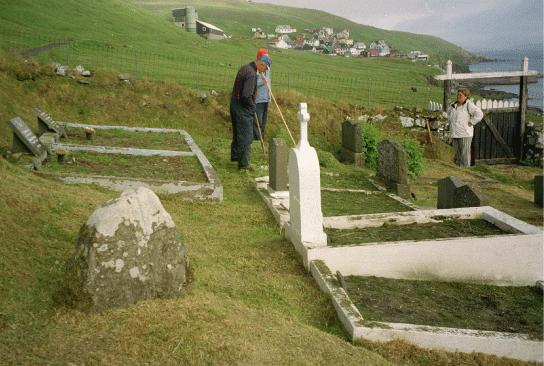
法罗群岛上的西格蒙杜尔墓石，墓址位于左侧。

公元999年，奥拉夫一世派遣西格蒙杜尔前往法罗群岛，命令他协同几位神职人员，让法罗人皈依基督教。他们的目标是使岛民接受洗礼，成为“善良的基督徒”。当时，法罗群岛的酋长是特龙杜尔。西格蒙杜尔率领三十名随从，突袭住在格塔的特龙杜尔，武力威胁逼他改宗。于是，特龙杜尔与其他居民在议会聚面，但他们断然拒绝信仰「白色基督」，认为基督教不过是西格蒙杜尔用以夺取法罗群岛控制权的借口。在会议上，愤怒的人群几乎将西格蒙杜尔置于死地。此次挫败后，西格蒙杜尔改变策略。他于夜间率众潜航至戈塔，进入特龙杜尔的农庄，把他拖下床。特龙杜尔面临两个选择：要么忏悔后改宗基督教，要么被斩首。迫不得已，特龙杜尔选择了前者。西格蒙杜尔随后命令法罗群岛居民改信基督教。然而，近年来的考古研究证明，基督教早在西格蒙杜尔发动所谓“再基督教化”之前就已经传入法罗群岛。包括凯尔特式墓碑在内的多项遗迹表明，西格蒙杜尔的行为实则是将岛上原有的凯尔特基督教强行转变为与挪威王权一致的天主教。

### 格陵兰岛的基督教化

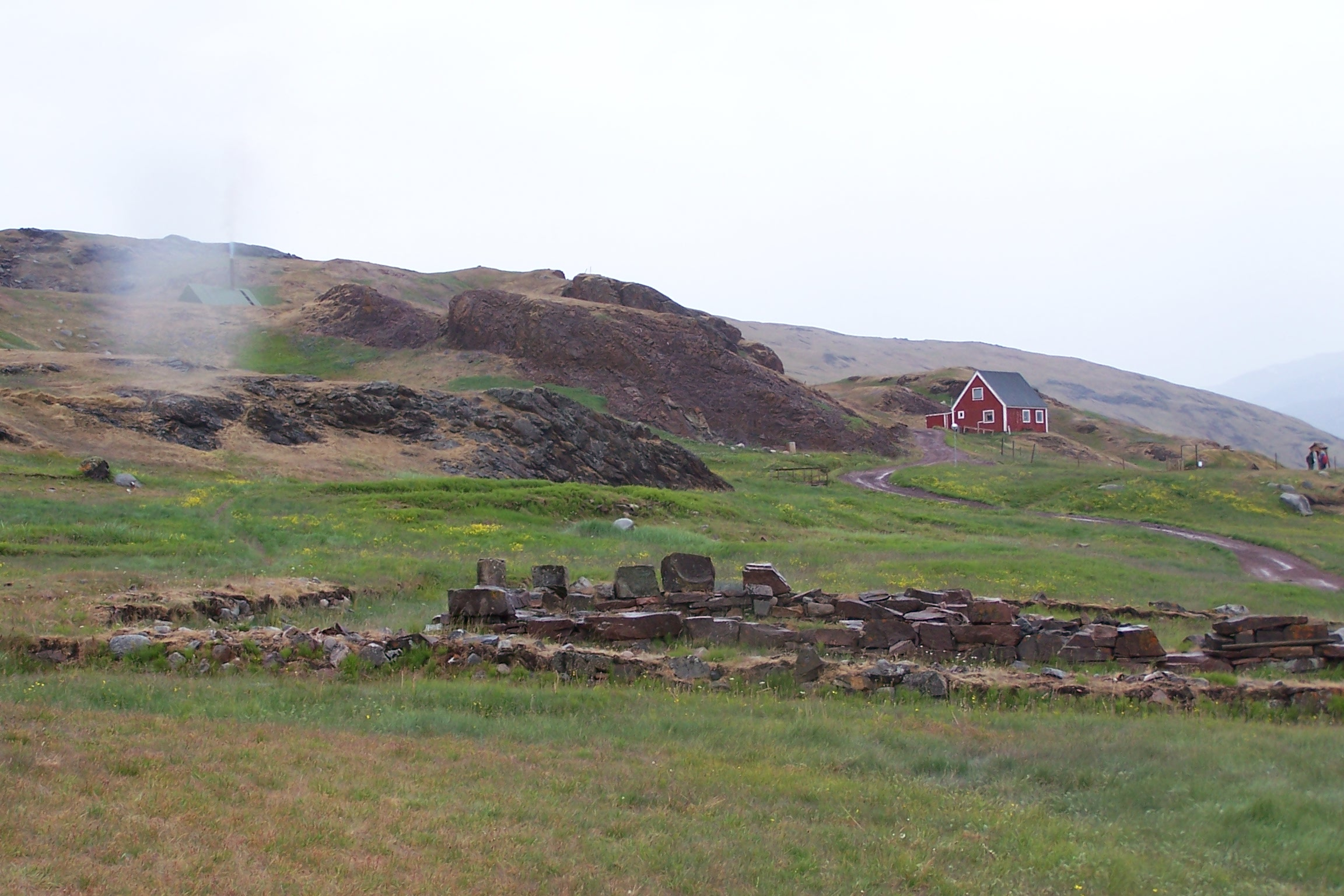
布拉塔赫利茲遗址，红胡子埃里克在格陵兰西南部的农庄遗址。

据《红胡子埃里克萨迦》记载，莱夫·埃里克松曾拜访时任挪威国王的奥拉夫一世。当莱夫准备返程格陵兰时，奥拉夫嘱托他在当地传播基督教。返航途中，莱夫曾迷失方向，在一片“未知之地”短暂滞留。回到格陵兰后，莱夫遵照诺言，于1000年开始传教。他的母亲西约德希尔德率先皈依，又出资兴建了一座教堂。大约一百年后，格陵兰的农民向挪威国王西居尔一世提请设立主教区。国王应允，并任命挪威神职人员阿纳德（Arnald）为主教，驻地在加达农庄。该农庄已被确认与今日伊加利库牧羊村落（位于圖努利亞菲克峽灣上游東岸）的许多遗址相符。1924年在伊加利库的考古发掘中，发现了一座主教墓葬，证实了该农庄即为主教驻地。这座墓葬是目前唯一能證明格陵蘭島曾有主教居住的考古证据。经碳-14测定，该墓葬年代约在13世纪末。

### 芬兰的基督教化

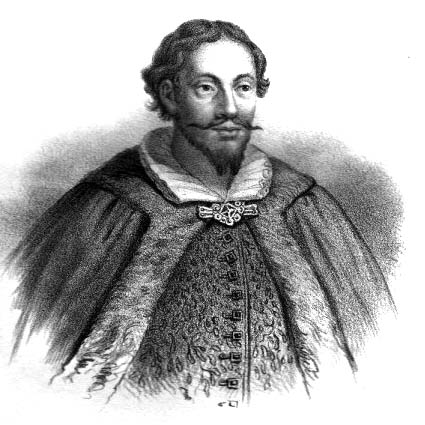
比尔耶尔伯爵（约1210–1266）。

在文献记载中，芬兰直至13世纪依然信奉旧教，与外界孤立。然而考古资料表明，芬兰与瑞典中部地区及哥特兰岛关系密切。11世纪早期，芬兰及瑞典相邻地区的丧葬习俗明显改变，说明基督教已经开始在这些地区扎根。因此，芬兰西部地区的基督教化，早在瑞典十字军东征之前一个世纪就已开始，甚至要早于基督教在乌普萨拉扎根之时，而芬兰的其他区域则可能较晚才接受基督教。传说中12世纪埃里克九世十字军东征，实则是针对那些早已皈依基督教的地区。尽管此役广为流传，其真实性依旧存疑。随着12世纪瑞典人在芬兰的渗透势力逐渐壮大，尤其是13世纪比尔耶尔伯爵所领导的芬兰十字军东征，当地基督教进一步巩固。
值得注意的是，芬兰语中有大量的基督教基本术语源自斯拉夫语族，这表明芬兰的基督教化很可能受到了东方的影响，这一现象也可同早期瑞典基督教印证。

### 萨米人的基督教化

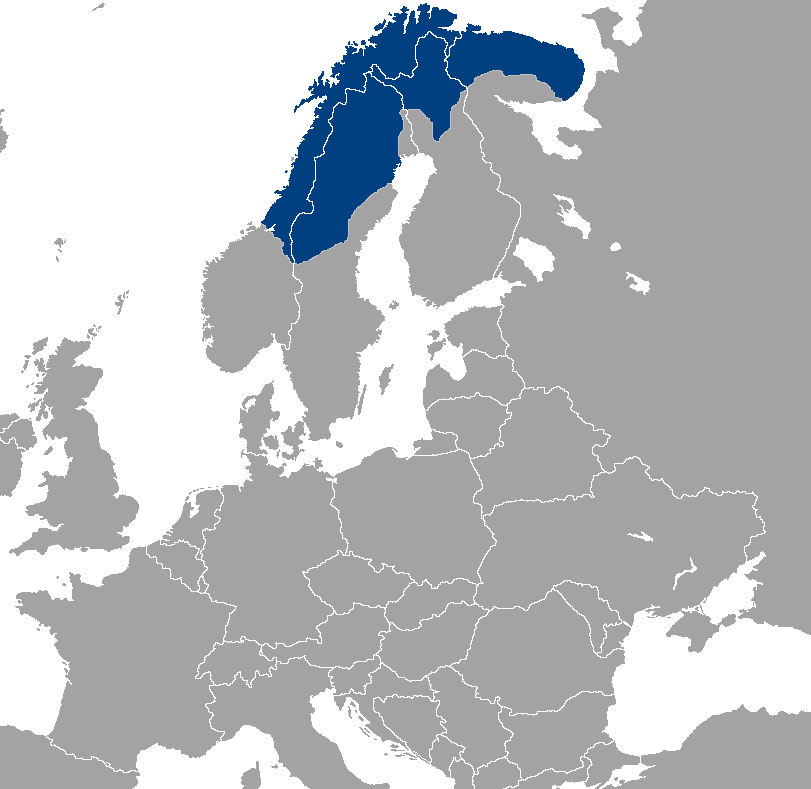
萨米人的地理分布。

萨米人起源于俄罗斯东北部，后来扩散至挪威、瑞典、芬兰等多个国家，其历史可追溯到一万年前。据估计，萨米人的基督教化始于13世纪。至18世纪初，新的传教运动兴起，主要目标是使萨米人由天主教改宗新教。
据史料记载，瑞典传教士佩尔·霍格斯特伦曾在18世纪40年代描述过萨米人的信仰情况。此外，18世纪上半叶，教会专门开办了面向萨米人的传教学校，意图推进其基督化进程。

### 北欧其他地区的基督化

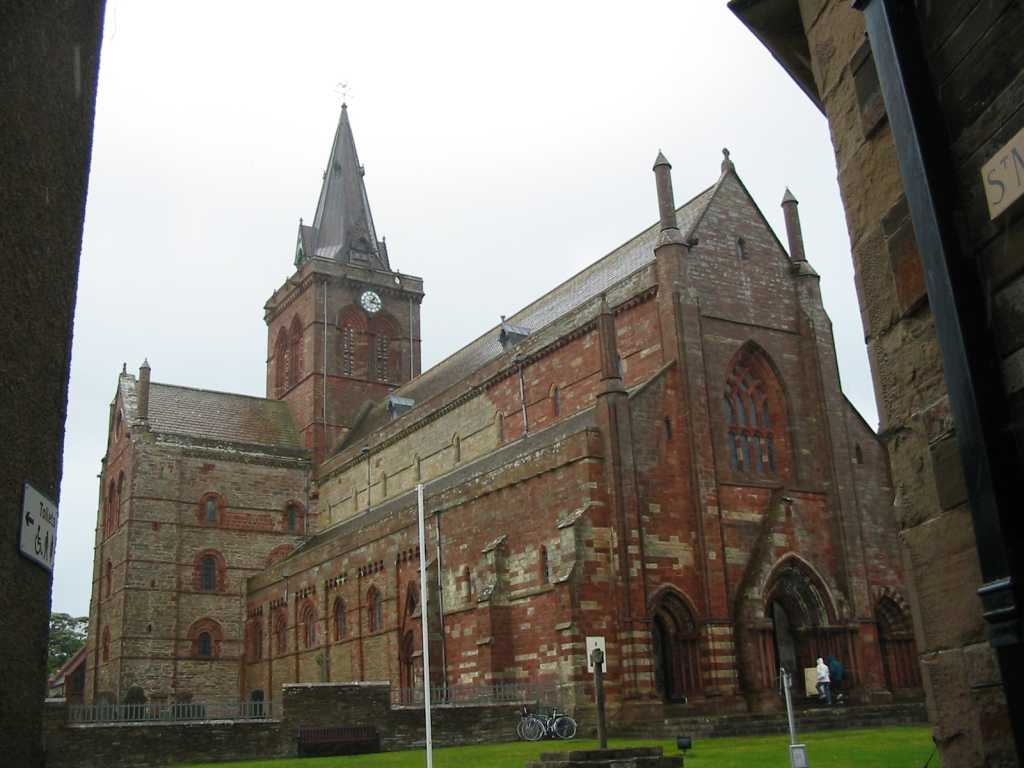
奥克尼马格努斯伯爵被封为圣徒后，人们在柯克沃尔兴建圣马格努斯大教堂。

从9世纪中期至13世纪，赫布里底群岛、马恩岛以及都柏林曾处于北欧统治之下。然而，当地居民以盖尔人为主，且在挪威人到来之前就已信奉基督教。例如，相传马恩岛早在5世纪便由爱尔兰传教士毛霍尔德完成了基督教化。1130年代，马恩岛迎来了首位主教，但他后来放弃职务，转行成为海盗。相比之下，奥克尼群岛、设得兰群岛与法罗群岛的北欧人比例更高，这些地区直到10世纪末仍以信仰旧教为主。相传，奥克尼群岛于995年由奥拉夫一世完成基督教化。当时，奥拉夫自爱尔兰返回挪威途中经过奥克尼群岛，召见了当地的西居尔伯爵，强命其改宗。西居尔拒绝后，奥拉夫以杀害西居尔之子赫维尔普为要挟，迫使其接受基督教。11世纪初，设得兰群岛任命了首位主教。设得兰与法罗群岛皈依基督教，大致与奥克尼群岛的改宗同时。

### 引用
1. 1 2 3 4 5  Sawyer (1993), side 101.
2. ↑  Schwarz Lausten (1994), side 12.
3. ↑  McGuire (2008), side 92.
4. ↑  Lind, John H. . Lyngstrøm, Henriette; Sonne, Lasse C.A.  (编). . København: academia.edu. 2014  [9 June 2017]. （原始内容存档于2021-02-13）.
5. 1 2 3 4 5  McGuire (2008)
6. 1 2  Steinsland (2005), side 422.
7. 1 2  Anders Winroth. The Conversion of Scandinavia. Yale University Press.2011
8. 1 2 3 4  Warmind (1994), side 163.
9. 1 2 3 4 5  Warmind (1994), side 173.
10. ↑  Meulengracht Sørensen (2006), side 128.
11. ↑  Schwarz Lautsen (2008), side 12.
12. ↑   McGrath (2006), side 320.
13. 1 2  .   [2025-05-24]. （原始内容存档于2019-11-04）.
14. ↑  Bagge (2000), side 13.
15. 1 2  Schön 2004, side 170.
16. ↑  Bøgh (1999), side 66.
17. ↑  Ingeman (1999), side 101.
18. ↑  .   [4. juni 2013]. （原始内容存档于19. september 2015）.
19. 1 2 3 4 5  Sawyer (1993), side 100.
20. 1 2 3  Olsen (1992), side 152.
21. ↑  Warmind (1994), side 169-170.
22. 1 2  Warmind (1994), side 170.
23. ↑  Sawyer (1993), side 102.
24. ↑  .   [2025-05-25]. （原始内容存档于2011-08-05）.
25. ↑  Ellis Davidson (1964), side 223.
26. 1 2  Bagge (2000), side 28.
27. 1 2  Sawyer (1993), side 107.
28. ↑  Sawyer (1993), side 108.
29. 1 2  Warmind (1994), side 165.
30. 1 2 3 4  Ellis Davidson (1964), side 220.
31. 1 2  Olsen (1992), side 155.
32. ↑  Olsen (1992), side 156.
33. ↑  Hamilton (1986), side 17.
34. 1 2  Olsen (1992), side 158.
35. 1 2  Warmind (1994), side 178.
36. ↑  Mundal (2000), side 42-43.
37. 1 2  Schwarz Lausten (1994), side 16.
38. ↑  Schwarz Lausten (1994), side 26.
39. ↑  Olsen (1992), side 154.
40. ↑  Sawyer (1992), side 60.
41. 1 2  Lehtosalo-Hilander (2000), side 37.
42. ↑  Capelle (1993), side 177.
43. ↑  Warmind (1994), side 168.
44. 1 2 3 4  Sawyer (1993), side 105.
45. ↑  Ellis Davidson (1964), side 221.
46. ↑  Warmind (1994), side 176.
47. 1 2 3  Lund et.al. (1994), side 144.
48. ↑  Sawyer (1993), side 106.
49. ↑  Warmind (1994), side 167.
50. ↑  Schwarz Lausten (1994), side 33.
51. ↑  Warmind (1994), side 169.
52. ↑  Ellis Davidson (1964), side 222.
53. ↑  Lund et.al. (1994), side 143.
54. ↑  Ellis Davidson (1964), side 219.
55. ↑  Sawyer (1993), side 104.
56. ↑  Sawyer (1993), side 229.
57. ↑  Schön (2004), side 172.
58. ↑  Schön (2004), side 173.
59. ↑  Capelle (2005), side 169.
60. ↑  Capelle (2005), side 168.
61. ↑  Capelle (2005), side 177.
62. 1 2  Capelle (2005), side 167.
63. ↑  Schwarz Lautsen (1994), side 35.
64. ↑  Capelle (2005), side 171.
65. ↑  Capelle (2005), side 176.
66. ↑  Schwarz Lautsen (1994), side 34.
67. ↑  Capelle (2005), side 174.
68. ↑  Sawyer (1993), side 60.
69. ↑  Schwarz Lautsen (1994), side 17.
70. ↑  Olsen (1992), side 153.
71. ↑  Warmind (1994), side 171.
72. ↑  Hvitfeldt, Arild. Danmarks Riges Krønike
73. 1 2  "St Willibrord" Catholic Encyclopedia, (1913).
74. ↑  Robinson (1917).
75. 1 2  "Ancient See of Hamburg". Catholic Encyclopedia. (1913).
76. ↑  "Danmarks Ældste Domkirke" Kristelig Dagblad 25. juli 2007. Traditionen stammer fra Ribe bispekrønike: "Så blev den frisiske præst Leofdan (Lifdag) den første bisp i Ribe, hvem den vantro hob forfulgte under hans prædiken og dræbte med spyd, da han satte over en å. Men af de troende blev han begravet på den hellige Jomfrus kirkegård og over hans grav blev der rejst en opbygning. Senere blev han flyttet inden for kirkens mure i den nordlige del af den over for koret og i lang tid strålede den ved jærtegn hædret med de dengang tilbørlige hædersbevisninger". Overleveringen er afvist af Harald Andersen under henvisning til, at den ikke omtales af Adam af Bremen og til, at Leofdag ikke blev helgenkåret, se H.A.: "Martyr?" (Skalk 2004 nr. 1, side 18 ff.)
77. 1 2  Kaufhold (2001), side 86.
78. ↑  Kaufhold (2001), side 85.
79. ↑  Lagerquist (1997), side 44.
80. ↑  Larsson (2002), side 160.
81. ↑  Larsson (2002), side 161.
82. ↑  Rafn (1832).
83. ↑  Heimskringla. Hjemmeside der har oversat bogen 'Færeyínga saga' fra islandsk til dansk og norsk. Hentet den 7. juni 2013.
84. 1 2  Sawyer (1993), side 103.
85. ↑  Grønlie (2006), side xvi - xvii.
86. ↑  Grønlie (2006), side 38.
87. ↑  Grønlie (2006), side 47.
88. ↑  Grønlie (2006), side 49-50.
89. ↑  Christianity, hjemmeside om det islandske parlament.
90. ↑  Jones (1986), side 149-51.
91. ↑  Sigurdsson (2008), side 43.
92. ↑  Steffen Stummann Hansen : Early church sites in the Faroe Islands – a survey and a discussion. I: Acta Archaeologica vol. 82, 2011, side 55-80.
93. ↑  Arneborg (2002), side 10.
94. 1 2  Arneborg (2002), side 14.
95. ↑  Lehtosalo-Hilander (2000), side 32.
96. ↑  Lehtosalo-Hilander (2000), side 35.
97. ↑  Lethosalo-Hilander (2000), side 36.
98. ↑  Dixon (1994), side 148.
99. ↑  Mundal (2012), side 341 ff.
100. ↑  Axelson (2011), side 123.
101. ↑  Rafn (1832), kapitel 38.

## 延伸阅读
- Kristningen af Norden. Center for Middelalderstudier Syddansk Universitet. (pdf) 的存檔，存档日期2012-11-16.